# Goniaea opomaloides
Goniaea opomaloides är en insektsart som först beskrevs av Walker, F. 1870.  Goniaea opomaloides ingår i släktet Goniaea och familjen gräshoppor. Inga underarter finns listade i Catalogue of Life.